# Ioan Gruffudd
Ioan Gruffudd (Llwydcoed, 6 de outubro de 1973), é um ator Galês.
Estudou na Royal Academy of Dramatic Art, e começou em produções cinematográficas no seu país, alcançando fama como o Oficial Harold Lowe no filme Titanic (1997), e Lt. John Beales em Black Hawk Down (2001).
Ficou também conhecido por desempenhar o papel de Senhor Fantástico nas produções cinematográficas da franquia Fantastic Four, como o abolicionista inglês William Wilberforce em Amazing Grace (2006) e em Sanctum (2011). Na TV destacou-se em Forever interpretando Henry Morgan (2014-2015).

## Início da vida

### Família, juventude e educação
Gruffudd nasceu em 6 de outubro de 1973 em Llwydcoed, perto de Aberdare, Cynon Valley, na cidade do condado de Rhondda Cynon Taf, no sul do País de Gales. Os pais de Gruffudd, Peter e Gillian Gruffudd, eram ambos professores. Seu pai, Peter, foi diretor de duas escolas galesas abrangentes em Gales do Sul, primeiramente em Ysgol Gyfun Llanhari e depois em Ysgol Gyfun Rhydfelen. Gruffudd tem dois irmãos, um irmão, Alun, que é dois anos mais novo, e uma irmã, Swan esta sete anos mais jovem do que ele.
Ele foi citado como tendo dito:
| “ | Estou determinado a não perder o meu nome. Ele é quem eu sou. Ele nem tem ajudado meu progresso nem dificultado isso. É apenas quem eu sou. Meu personagem ... o minha maquiagem. Minha cultura, meu patrimônio é muito rico. Então, por que é difícil para as pessoas pronunciarem? Todos nós aprendemos a dizer "Schwarzenegger". | ” |

Durante sua infância, sua família mudou-se para Cardiff. Gruffudd participou da Ysgol Gynradd Gymraeg Aberdar (agora localizado em Cwmdare), Ysgol Gymraeg Melin Gruffydd (em Whitchurch, Cardiff) e Ysgol Gyfun Gymraeg Glantaf (em Llandaff) .
Alcançou um nível de oitavo grau nos exames de música ABRSM, fazendo parte da Orquestra Juvenil da South Glamorgan por vários anos, mas desistiu, uma vez agindo, ocupava a maior parte de seu tempo. Ele ganhou prêmios por seu canto alto barítono, enquanto na escola, incluindo um no Eisteddfod Nacional. Ele disse: "Como um galês , eu cresci em uma cultura de cantar e se apresentar com a música, e eu acho que foi por esse desempenho que eu tenho a minha confiança como ator."
Os pais de Gruffudd são cristãos comprometidos, e em seus 20 e poucos anos, ele era um membro da Igreja de Cristo, em Londres. Em junho de 2007, disse: "não me descreveria como um homem profundamente religioso.".

## Carreira
Gruffudd começou sua carreira aos 13 anos de idade em um filme de televisão galês chamado Austin (1986) e mais tarde, mudou-se para o programa de televisão Pobol y Circo de 1987 a 1994. Em 1992, aos 18 anos, começou a frequentar a Royal Academy of Dramatic Art (RADA) em Londres. No entanto, só participava de pequenas peças em produções da Academia, sentindo-se isolado e sem direção, chegou a quase desistir algumas vezes. No entanto, em 1995, em seu último ano, estava no elenco da peça "Ibsen Hedda Gabler", como o protagonista George Tesman, marido de Hedda. Esse desempenho o levou a ser oferecido ao papel principal no remake de Poldark (1996) para a TV.

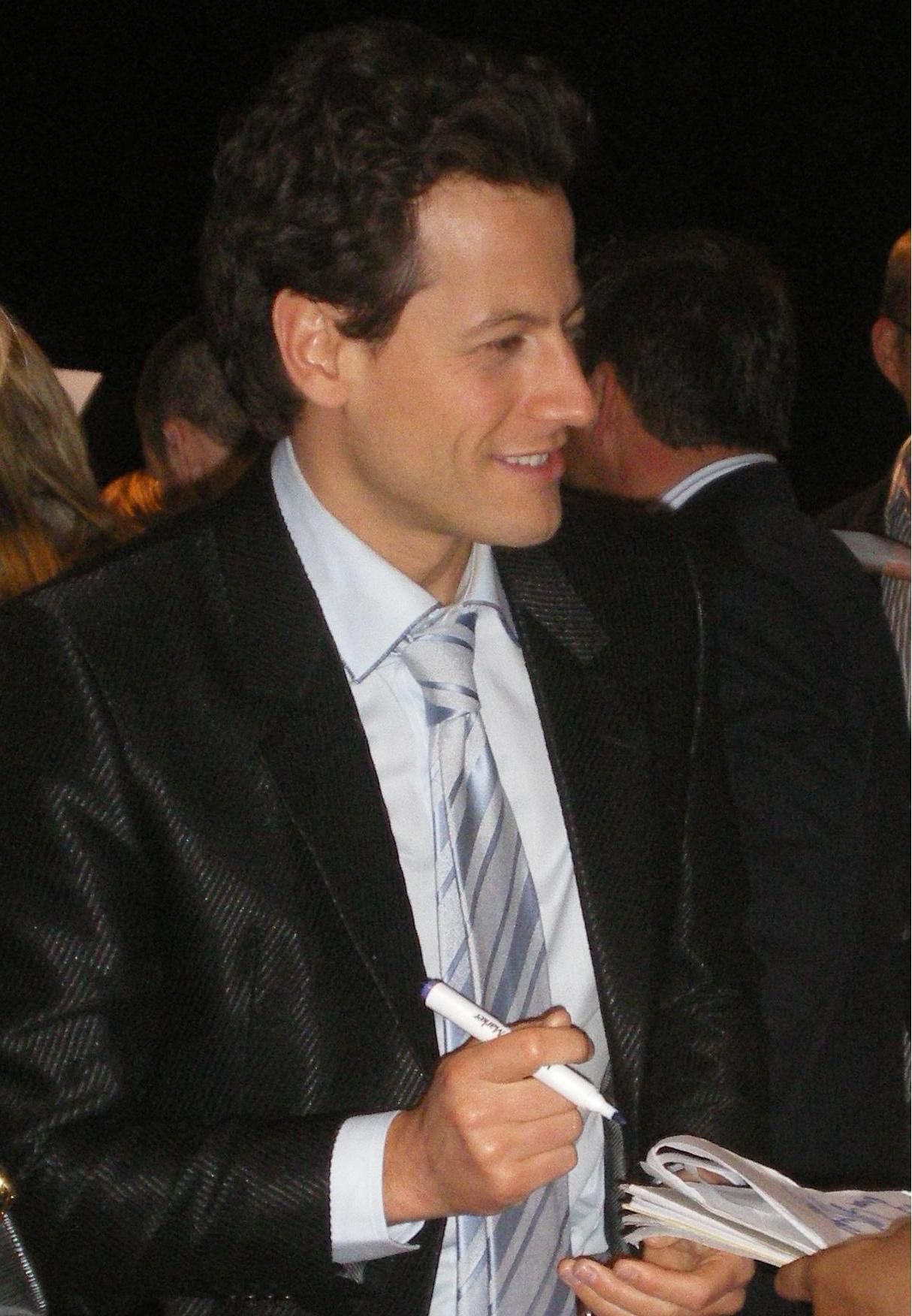
Gruffudd em 2007

Depois de atuar em 1997 como o amante de Oscar Wilde, John Gray, obteve seu primeiro papel internacional como o Quinto Oficial Harold Lowe, no filme de grande sucesso Titanic. Mais tarde, conseguiu o papel de Horatio Hornblower em Hornblower, produções adaptadas a partir dos romances de CS Forester (1998-2003), exibidas pelos canais ITV1 e A & E. Gruffudd disse:
| “ | Foi bastante coisa para um ator desconhecido obter a liderança, então, eu sempre serei grato a Hornblower .... Gostaria muito de atuar neste personagem através de todas as fases de sua vida, eu acho que seria único. Ter um ator interpretando ele desde os primeiros dias como um aspirante até seu fim. Então, eu gostaria de atuar como este personagem até que ele morra. | ” |

Seus trabalhos notáveis na televisão incluem a reprodução do personagem Pip na produção da BBC de Great Expectations (1999) de Charles Dickens, o tenente John Feeley na BBC One " Warriors" (1999), o arquiteto Philip Bosinney na adaptação de The Forsyte Saga do canal ITV (2002), Andrew Martin na série Ringer (2012), e recentemente Henry Morgan no Drama Sobrenatural Forever (2014).
Em sua filmografia destacam-se Amazing Grace (2006) como William Wilberforce, o abolicionista britânico. Fantastic Four da Marvel (2005) e sua sequência Fantastic Four: Rise of the Silver Surfer (2007). Se encaixam também W. (2008) no qual interpretou Tony Blair, Sanctum (2011) como o empresário Carl e San Andreas (2015) interpretando o arquiteto Daniel Reddick.
Além da televisão e o trabalho no cinema, Ioan estrelou o videoclipe da versão da banda irlandesa Westlife da música Uptown Girl em 2001, ao lado de Claudia Schiffer. Em 7 de julho de 2007,  foi o apresentador do Live Earth no Estádio de Wembley, em Londres. Mais tarde, em 2008, participou de um trailer promocional em galês para a BBC do País de Gales, ao lado dos companheiros galeses Matthew Rhys e Gethin Jones, divulgando a cobertura da BBC de 2008 Eisteddfod Nacional do País de Gales em Cardiff. Em Setembro de 2013, Gruffudd estrelou um filme promocional da Universidade de South Wales.
Gruffudd é um orador nativo galês. Foi introduzido no Gorsedd Beirdd Ynys Prydain (Ordem de Bardo da Grã-Bretanha) ao mais alto posto de druida no Eisteddfod Nacional em Meifod, em seu país natal, País de Gales, no dia 4 de agosto de 2003, com o nome de bardo "Ioan".

## Trabalhos

### Cinema
| 2020 | Eve                                       | Eve                                         | Eve                                       | Peter                                              | Pós-Produção |
| 2019 | The Professor and the Madmen              | O Gênio e o Louco                           | O Professor e o Louco                     | Henry Bradley                                      | |
| 2017 | Keep Watching                             | Keep Watching                               | Continue Assistindo                       | Carl Mitchell                                      | |
| 2015 | Forever                                   | Forever                                     | Forever                                   | Anthony                                            | |
| 2015 | San Andreas                               | Terremoto: A Falha de San Andreas           | San Andreas                               | Daniel Reddick                                     | |
| 2014 | Playing It Cool                           | Deixa Rolar                                 | Playing It Cool                           | Stuffy                                             | |
| 2014 | The Adventurer: Curse of the Midas Box    | O Aventureiro: A Maldição da Caixa de Midas | The Adventurer: Curse of the Midas Box    | Charles Mundi                                      | . |
| 2013 | Eddie                                     | Eddie                                       | Eddie                                     | O Assassino                                        | Curta-Metragem |
| 2011 | Foster                                    | O Menino de Ouro                            | Foster                                    | Alec                                               | |
| 2011 | Sanctum                                   | Santuário                                   | Santuário                                 | Carl Hurley                                        | |
| 2011 | Horrible Bosses                           | Quero Matar Meu Chefe                       | Chefes Intragáveis                        | Wetwork Especialista                               | Ator Convidado |
| 2011 | The Kid                                   | O Garoto                                    | The Kid                                   | Professor                                          | |
| 2008 | W.                                        | W.                                          | W.                                        | Tony Blair                                         | |
| 2008 | The Secret of Moonacre                    | O Segredo do Vale da Lua                    | O Segredo de Moonacre                     | Sir Benjamin                                       | |
| 2008 | Fireflies in the Garden                   | Um Segredo entre Nós                        | Um Segredo Muito Nosso                    | Addison                                            | |
| 2008 | Agent Crush                               | Agente Crush                                | Agente Crush                              | Agente Crush                                       | Papel de Voz |
| 2007 | Stories USA                               | Stories USA:Acontece na América             | Stories USA                               | Simon                                              | |
| 2007 | Fantastic Four: Rise of the Silver Surfer | Quarteto Fantástico e o Surfista Prateado   | Quarteto Fantástico e o Surfista Prateado | Reed Richards/Sr.Fantastico                        | Nomeado—Teen Choice Award por Melhor Performance de Dança Nomeado—Prêmio Framboesa de Ouro por Pior Casal em um Filme (com Jessica Alba) |
| 2006 | Amazing Grace                             | Jornada Pela Liberdade                      | Amazing Grace                             | William Wilberforce                                | |
| 2006 | The TV Set                                | Um Elenco do Barulho                        | The TV Set                                | Richard McAllister                                 | |
| 2005 | Fantastic Four                            | Quarteto Fantástico                         | Quarteto Fantástico                       | Reed Richards/Sr.Fantastico                        | Nomeado—MTV Movie Award for Best On-Screen Team (com Jessica Alba, Chris Evans and Michael Chiklis)                                      |
| 2004 | King Arthur                               | O Rei Arthur                                | Rei Artur                                 | Lancelote                                          | |
| 2003 | The Girl's Life                           | Para Maiores de 18                          | The Girl's Life                           | Daniel                                             | |
| 2002 | Gathering                                 | O Encontro                                  | Encontros Fatídicos                       | Dan Blakeley                                       | |
| 2002 | Shooters                                  | Atiradores                                  | Shooters                                  | Freddy Guns                                        | |
| 2001 | Black Hawk Down                           | Falcão Negro em Perigo                      | Cercados                                  |                                                    | |
| 2001 | Happy Now                                 | Happy Now                                   | Happy Now                                 | Sgt. Max Bracchi                                   | |
| 2001 | Very Annie Mary                           | Nunca é tarde para cantar                   | Very Annie Mary                           | Hob                                                | |
| 2001 | Another Life                              | Anorther Life                               | Another Life                              | Freddy Bywaters                                    | |
| 2000 | 102 Dalmatians                            | 102 Dálmatas                                | Os 102 Dálmatas                           | Kevin Shepherd                                     | |
| 2000 | Solomon and Gaenor                        | Solomon e Gaenor                            | Solomon & Gaenor                          | Solomon Levinski                                   | |
| 1997 | Titanic                                   | Titanic                                     | Titanic                                   | Harold Godfrey Lowe, Quinto Oficial do RMS Titanic | |
| 1997 | Wilde                                     | Wilde                                       | Wilde                                     | John Gray                                          | |

### Televisão
| Ano       | Título Original                            | Título no Brasil                           | Papel                         | Notas                    |
| --------- | ------------------------------------------ | ------------------------------------------ | ----------------------------- | ------------------------ |
| 2018      | Harrow                                     | Harrow                                     | Daniel Harrow                 |                          |
| 2017-2019 | Liar                                       | Liar                                       | Andrew                        | Minissérie               |
| 2016      | Unreal                                     | Unreal                                     | John Booth                    | 2ºTemporada, 6 Episódios |
| 2014-2015 | Forever                                    | Forever: Uma vida eterna                   | Dr. Henry Morgan              |                          |
| 2014      | Under Milk Wood                            | Under Milk Wood                            | Mog Edwards                   | Filme Para Televisão     |
| 2013      | Glee                                       | Glee                                       | Paolo San Pablo               | Ator Convidado           |
| 2013      | Castle                                     | Castle                                     | Erik Vaughn                   | 5ºTemporada, Episódio 21 |
| 2013      | Necessary Roughness                        | Necessary Roughness                        | Nolan Powers                  | Ator Convidado           |
| 2013      | Monday Mornings                            | Monday Mornings                            | Dr. Stewart Delaney           | Ator Convidado           |
| 2012      | The British                                | The British                                | Narrador                      | Documentário             |
| 2011      | Family Guy                                 | Uma Família da Pesada                      | Narrador                      | Papel de Voz, 1 Episódio |
| 2011-2012 | Ringer                                     | Ringer                                     | Andrew Martin                 | .                        |
| 2010      | Ben 10: Alien Force                        | Ben 10: Força Alienígina                   | Devin Levin                   | Papel De Voz             |
| 2010      | Batman: The Brave and the Bold             | Batman: Os Bravos e Destemidos             | Armor/Red Ryan                | Papel De Voz             |
| 2005      | Justice League Unlimited                   | Liga da Justiça sem Limites                | Senhor Milagre                | Papel De Voz             |
| 2004      | Century City                               | Century City                               | Lukas Gold                    | .                        |
| 2003      | Hornblower: Duty                           | Hornblower: Duty                           | Comandante Horatio Hornblower | .                        |
| 2003      | Hornblower: Loyalty                        | Hornblower: Loyalty                        | Comandante Horatio Hornblower | .                        |
| 2002      | The Forsyte Saga                           | A Saga da Família Forsyte                  | Phillip Bosinney              | .                        |
| 2002      | Man and Boy                                | Na Casa dos Trinta                         | Harry Silver                  | Filme para TV            |
| 2002      | Hornblower: Retribution                    | Hornblower: Retribution                    | Horatio Hornblower            |                          |
| 2002      | Hornblower: Mutiny                         | Hornblower: Retribution                    | Horatio Hornblower            | .                        |
| 1999      | Great Expectations                         | Grandes Esperanças                         | Pip                           |                          |
| 1999      | Hornblower: The Frogs and the Lobsters     | Hornblower: The Frogs and the Lobsters     | Horatio Hornblower            |                          |
| 1999      | Hornblower: The Duchess and the Devil      | Hornblower: The Duchess and the Devil      | Horatio Hornblower            |                          |
| 1998      | Hornblower: The Examination for Lieutenant | Hornblower: The Examination For Lieutenant | Horatio Hornblower            |                          |
| 1998      | Hornblower: The Even Chance                | Hornblower: The Even Chance                | Horatio Hornblower            |                          |
| 1996      | Poldark                                    | Poldark                                    | Jeremy Poldark                |                          |
| 1987-1994 | Pobol y Cwm                                | Pobol y Cwm                                | Gareth Wyn Harries            |                          |
| 1986      | Austin                                     | Austin                                     | Dafydd                        |                          |

### Teatro
| Ano  | Título               | Localização                          | Papel                  |
| ---- | -------------------- | ------------------------------------ | ---------------------- |
| 2001 | The Play Wot I Wrote | Teatro de Wyndham , Londres          | Mystery Guest          |
| 1995 | The Decameron        | Gate Theatre, Notting Hill , Londres | ?                      |
| 1995 | Trouble Sleeping     | National Theatre Studio, London      | ?                      |
| 1995 | Hedda Glaber         | ?                                    | George (Jörgen) Tesman |

## Vida pessoal
Gruffudd vive com sua esposa, a atriz Alice Evans, em Los Angeles, Califórnia. O casal se conheceu durante a produção de 102 Dálmatas, e se casaram em 14 de setembro de 2007, no México. Em 20 de abril de 2009, Gruffudd e sua esposa anunciaram que estavam esperando seu primeiro filho juntos. Mais tarde naquele ano, o casal acolheu a filha Ella Betsi Janet. Em 13 de setembro de 2013, tiveram sua segunda filha, Elsie Marigold.
Gruffudd gosta de estar em Los Angeles porque:
| “ | É o lugar mais fácil do mundo para dirigir, e é um verdadeiro prazer fazer isso no meu Jag XK8 preto. | ” |

Em 2021, após 14 anos de casamento anunciaram a separação, finalizando o divórcio em 2023, em 2021 Ioan assumiu relacionamento com a atriz Bianca Wallace, e em 2024 ficaram noivos.